# Медзяна-Гура (Влощовський повіт)
Медзяна-Гура (пол. Miedziana Góra) — село в Польщі, у гміні Ключевсько Влощовського повіту Свентокшиського воєводства.
Населення — 53 особи (2011).
У 1975-1998 роках село належало до Пйотрковського воєводства.

## Демографія
Демографічна структура на день 31 березня 2011 року:
|          | Загалом | Допрацездатний вік | Працездатний вік | Постпрацездатний вік |
| -------- | ------- | ------------------ | ---------------- | -------------------- |
| Чоловіки | 24      | 2                  | 21               | 1                    |
| Жінки    | 29      | 4                  | 19               | 6                    |
| Разом    | 53      | 6                  | 40               | 7                    |